# Huân chương Amanullah Khan
Huân chương Nhà nước của Ghazi Amir Amanullah Khan là giải thưởng dân sự cao nhất của Cộng hòa Hồi giáo Afghanistan. Giải thưởng này lập ra vào năm 2006 và được Chính phủ Afghanistan trao tặng cho các công dân Afghanistan và nước ngoài nhằm ghi nhận công lao của họ đối với Afghanistan. Giải thưởng được đặt theo tên của Ghazi Amanullah Khan, Vua của Vương quốc Afghanistan từ năm 1919 cho đến năm 1929. Hàng chữ ở mặt sau của huân chương ghi rằng, "Nishan-e dawlati Ghazi Amir Amanullah Khan", có nghĩa là "Huân chương Nhà nước của Ghazi Amir Amanullah Khan."

## Người nhận nổi bật
- Thủ tướng Ấn Độ Narendra Modi[3]
- Tổng thống Hoa Kỳ George W. Bush
- Tổng thống Kazakhstan Nursultan Nazarbayev[5]
- Tổng thống Thổ Nhĩ Kỳ Recep Tayyip Erdogan[6]
- Tổng thống Indonesia Joko Widodo[7]
- Tướng NATO James Logan Jones
- Tổng thống Afghanistan kiêm thủ lĩnh tinh thần Sibghatullah Mujaddedi
- Chánh án Afghanistan Abdul Salam Azimi